# Lophophanes
Lophophanes – rodzaj ptaków z rodziny sikor (Paridae).

## Zasięg występowania
Rodzaj obejmuje gatunki występujące w Eurazji.

## Morfologia
Długość ciała 11,5–12,5 cm; masa ciała 9,7–15,8 g.

## Systematyka
Rodzaj zdefiniował w 1829 roku niemiecki paleontolog i przyrodnik Johann Jakob Kaup w publikacji swojego autorstwa o tytule Skizzirte Entwickelungs-Geschichte und natürliches System der europäischen Thierwelt. Kaup nie wskazał gatunku typowego. W ramach późniejszego oznaczenia w 1842 roku angielski ornitolog George Robert Gray na typ nomenklatoryczny wyznaczył czubatkę europejską (L. cristatus).

### Etymologia
Lophophanes (Lophopterus, Lophaphanes): gr. λοφος lophos ‘czub’; -φανης -phanēs ‘pokazywanie’, od φαινω phainō ‘pokazywać’.

### Podział systematyczny
Do rodzaju należą następujące gatunki:
- Lophophanes dichrous (Blyth, 1845) – czubatka szaropióra
- Lophophanes cristatus (Linnaeus, 1758) – czubatka europejska